# ジャック・ドロール
ジャック・リュシアン・ジャン・ドロール（フランス語：Jacques Lucien Jean Delors、1925年7月20日 - 2023年12月27日）は、フランスの政治家、経済学者。第11代フランス経済・財務大臣を務めた他、1985年から1995年まで10年間に渡って欧州委員会委員長を務め、欧州統合を強力に推進した。マルティーヌ・オブリーは娘である。

## 来歴
1925年7月20日にパリに誕生する。パリ11区のリセ・ヴォルテール (lycée Voltaire)、オーリヤックのリセ・エミール・デュクロー (lycée Émile-Duclaux d'Aurillac）、クレルモン＝フェランのリセ・ブレーズ・パスカル (lycée Blaise-Pascal de Clermont-Ferrand) などを経て、1950年にパリ大学法学部（政治経済学専攻）を卒業した。
1969年にジャック・シャバン＝デルマス首相の顧問に就任する。1974年に社会党に入党する。1979年、欧州議会議員に当選。1981年フランソワ・ミッテラン大統領の下で、経済・財政大臣、1983年に経済・財政・予算相に就任する。蔵相時代には伝統的な社会主義政策を転換し、市場経済容認を推進した。
1984年7月にピエール・モーロワ首相が辞任する。この時点で、ドロールは社会党でミッテランに次ぐナンバー2であり、国民の人気と政治的力量を兼ね備えた実力者であった。ドロールはモーロワの後継内閣を組閣する意思があることを表明していたが、ドロールの台頭を恐れたミッテランによって、首相の椅子はミッテラン子飼いのローラン・ファビウスに回り、ドロールは欧州委員長に回った。
1985年にヨーロッパ共同体の執行機関である欧州委員会委員長に就任する。在任中は、予算改革、欧州単一市場の導入の基礎を構築し、1993年1月1日に実施された。
1995年フランス大統領選挙に社会党からドロールを推す声があったが、辞退した。その後、EU改革を訴えるスピネッリ・グループなどで活動した。
2023年12月27日の朝にパリの自宅で死去。98歳没。